# Henri Le Secq
Jean-Louis-Henri Le Secq des Tournelles, né le 16 août 1818 à Paris, où il est mort le 24 décembre 1882, est un peintre, graveur, photographe et collectionneur d'art français.

## Biographie
Henri Le Secq naît à Paris le 18 août 1818, sous la Restauration, d'une famille noble prenant ses racines à Argenteuil. Son père, Auguste, est ingénieur des ponts et chaussées, professeur de mathématiques auprès de la Chambre des pairs du roi, et maire de l'ancien 9e arrondissement de Paris. Il est notamment fondateur et président de la Société de secours mutuel du même arrondissement. Son grand-père, Jean-Étienne, est secrétaire du roi, maison, couronne de France et de ses finances, et banquier à Paris.
Entre 1835 et 1840, Le Secq étudie la sculpture dans l'atelier de James Pradier et la peinture auprès de Paul Delaroche, en compagnie de Gustave Le Gray, Charles Nègre et Roger Fenton.
À partir de 1848, il commence une activité de photographe. En 1850, ses vues de la cathédrale d'Amiens, préparatoires à la restauration menée par l'architecte Viollet-le-Duc, sont remarquées.
En 1851, membre de la Société héliographique, il est retenu par la Commission des monuments historiques pour participer à la Mission héliographique, commande ayant pour but de faire un état des lieux du patrimoine architectural de la France. Œuvrant sur les édifices religieux en Champagne, en Alsace et en Lorraine, Le Secq utilise à la prise de vue le procédé du calotype, qu'il traduit en épreuves sur papier salé.
À partir de 1852-1853, il photographie le vieux Paris promis à la démolition ainsi que la forêt de Montmirail.
Il présente des photographies à l'Exposition universelle de 1855.
Bien que reconnu comme un puriste de la photographie d'architecture, Henri Le Secq s'en détourne peu à peu au profit de natures mortes et d'images plus symbolistes. Il reste, avec ses quatre compagnons de la Mission héliographique, un primitif essentiel de l'histoire de la photographie.
Il est aussi l'auteur de deux ouvrages, le premier publié en 1863, Les artistes, les expositions, le jury, le second en 1864, Aux artistes et aux amateurs des beaux-arts.
Il est inhumé à Paris au cimetière du Père-Lachaise (10e division),.

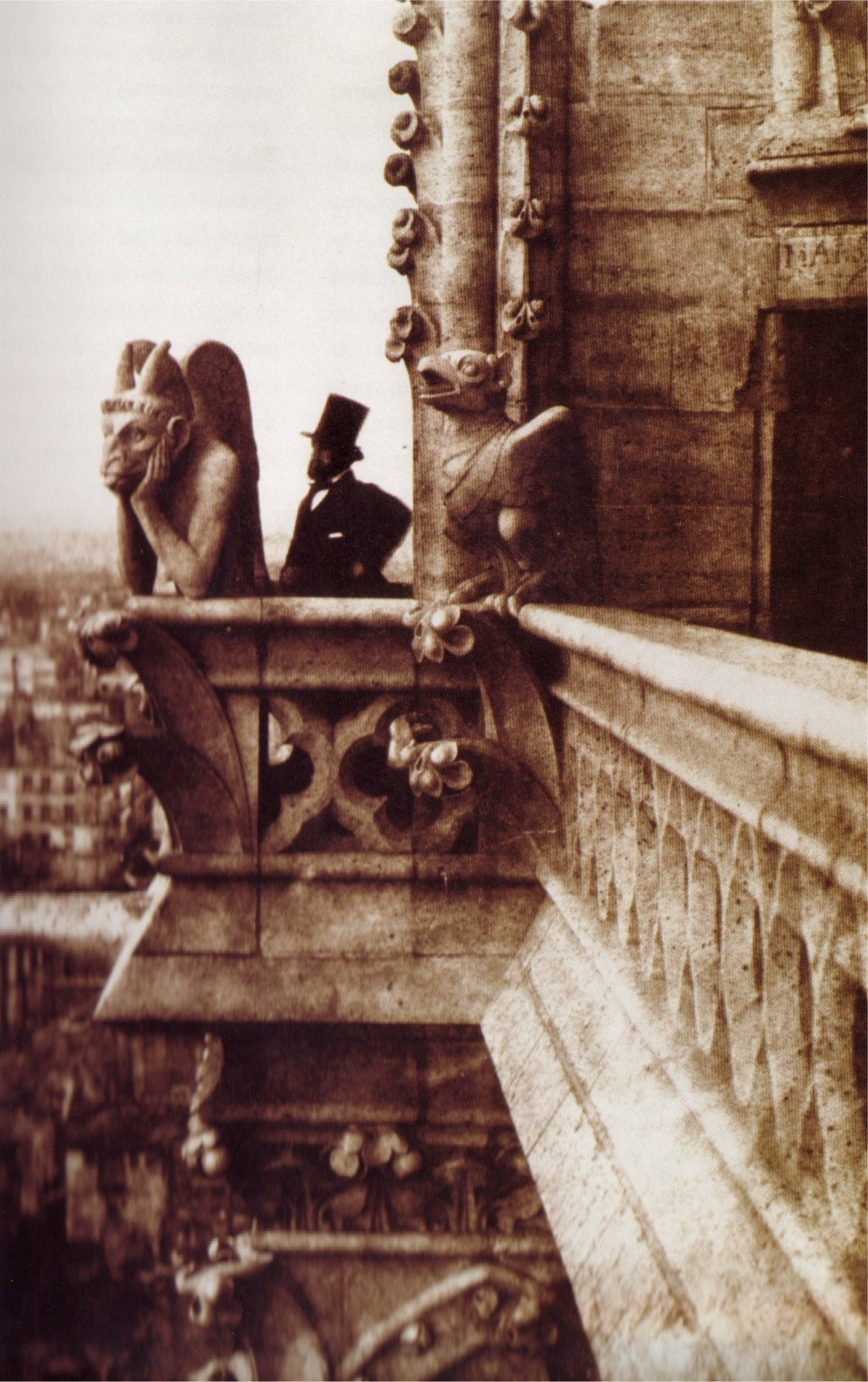
Charles Nègre, Le Stryge (vers 1853). Le Secq pose près du stryge de la cathédrale Notre-Dame de Paris.

## Collections
- Son fonds d'atelier a été donné par son fils Jean-Marie-Gustave à la bibliothèque des Arts décoratifs à Paris en 1905.
- Sa collection de ferronnerie, commencée en 1862 et poursuivie par son fils Henri, est conservée à Rouen au musée Le Secq des Tournelles.

Œuvres d'Henri Le Secq
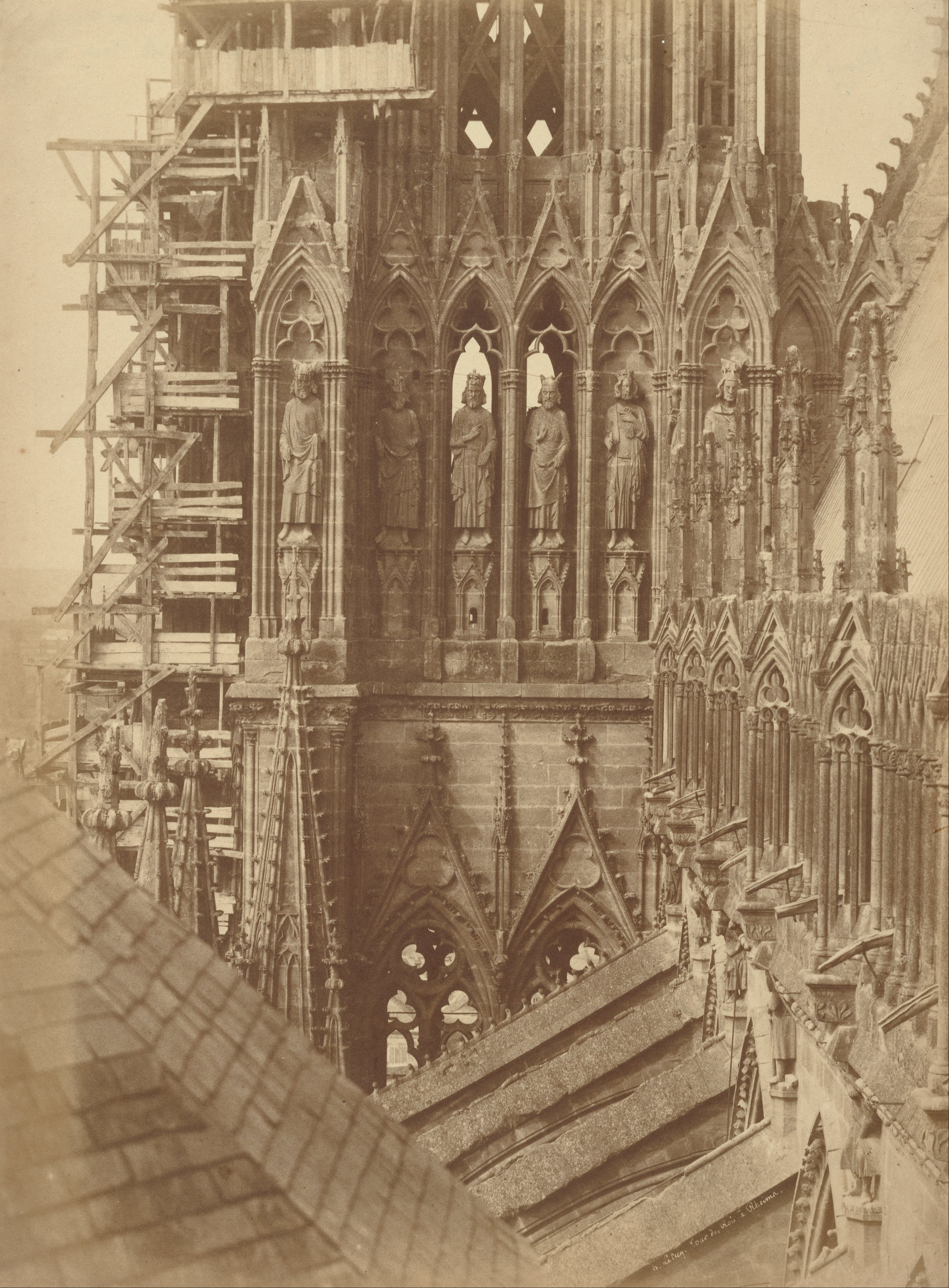
Tour des rois, cathédrale de Reims (1851), Los Angeles, Getty Center.
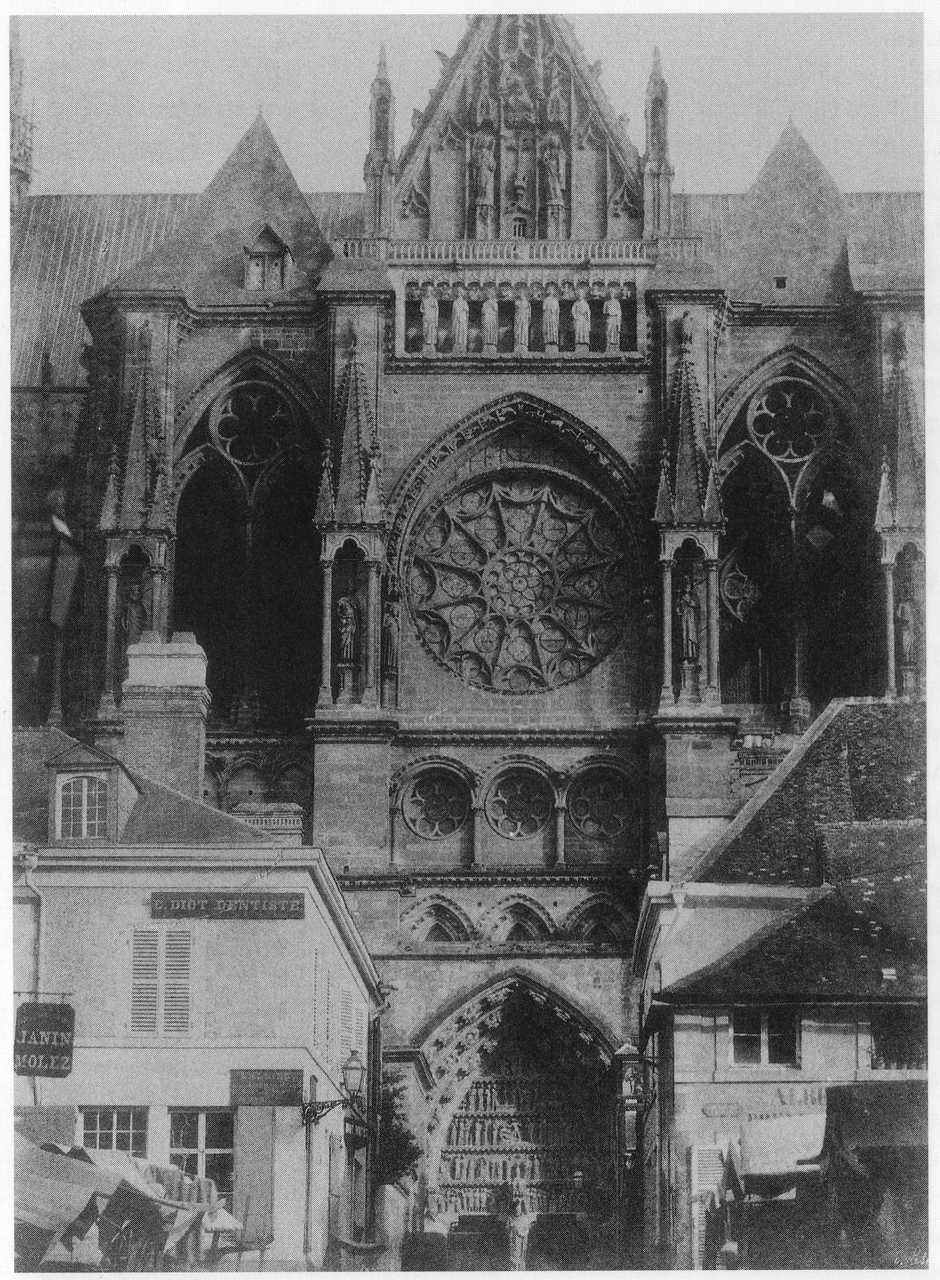
Façade de la nef nord de la cathédrale de Reims (1851).
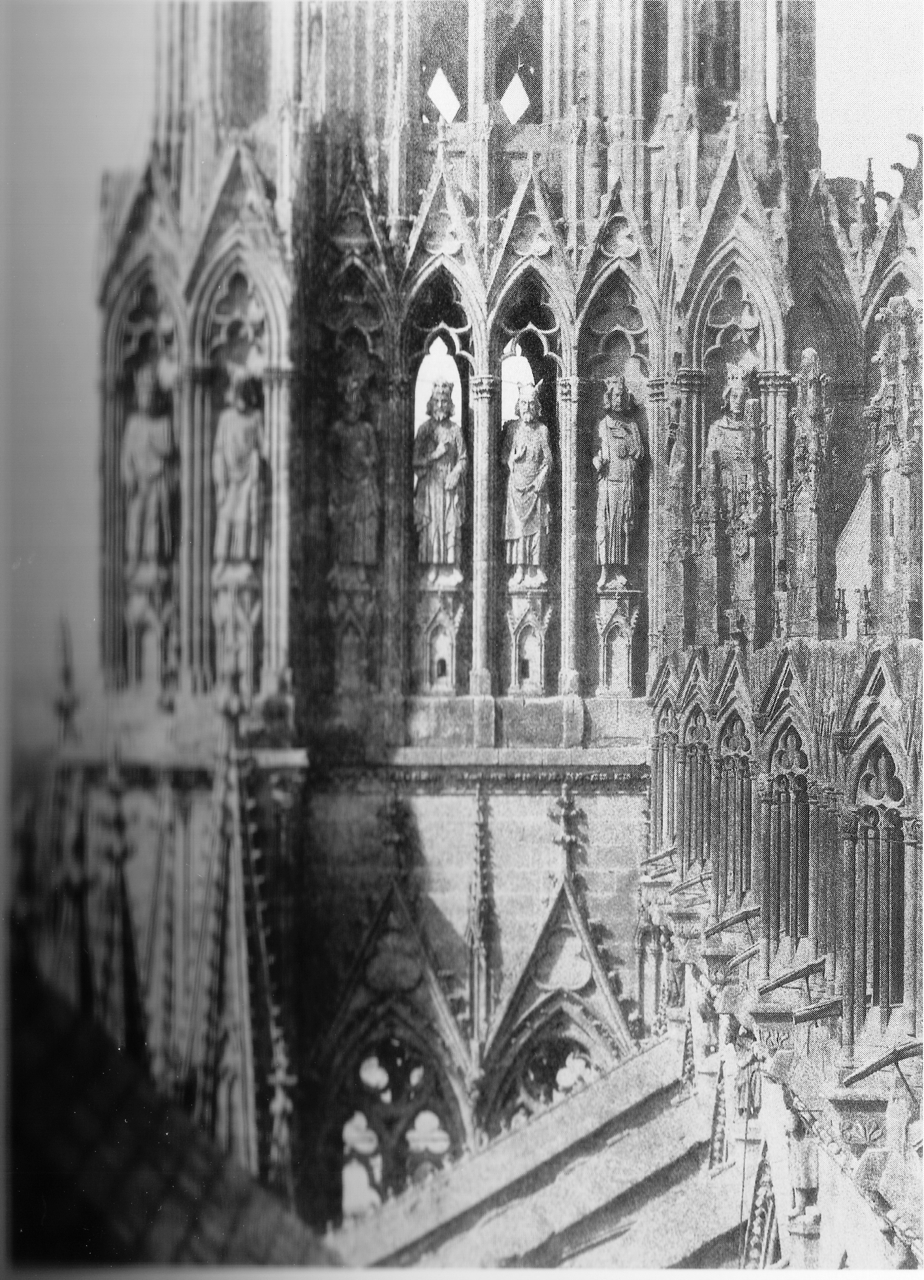
La galerie des rois à l'est de la tour sud-ouest de la cathédrale de Reims (1851).
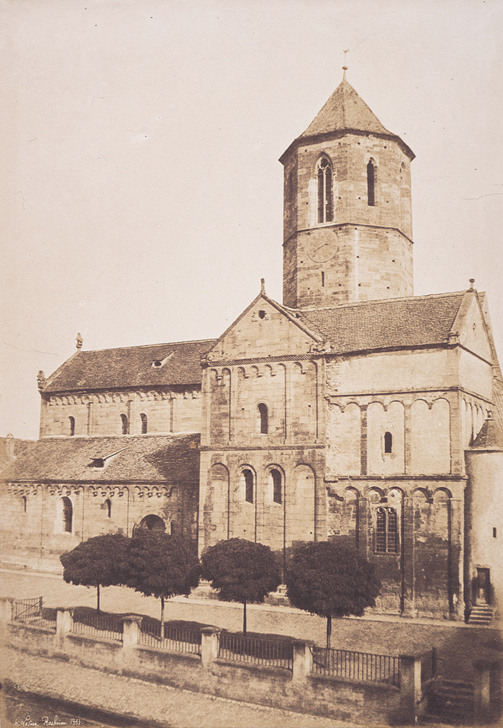
L'Église de Rosheim (1851).
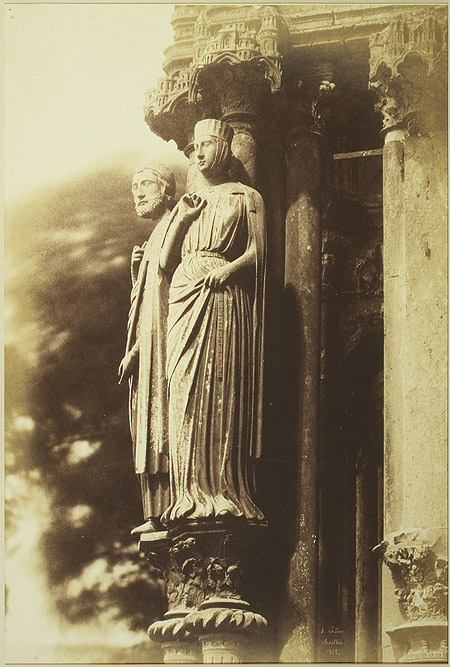
Grandes statues sur le porche nord, cathédrale de Chartres (1852).
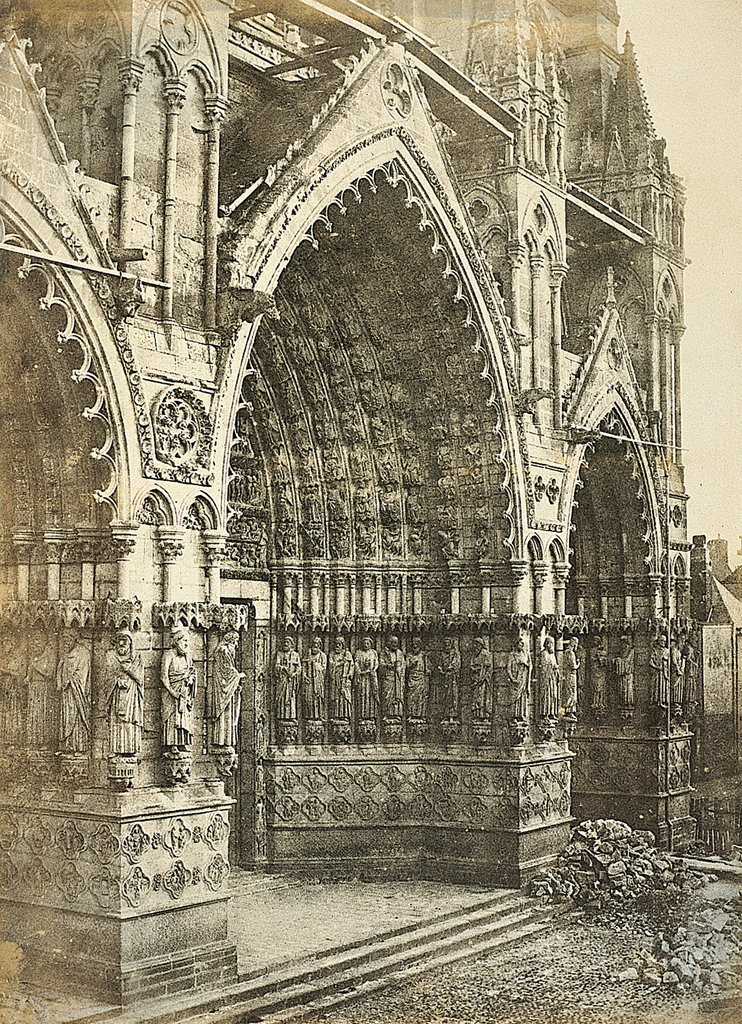
cathédrale d'Amiens (1853).